# Cojines del Zaque
Los Cojines del Zaque o Santuario del Zaque de Hunza, es un monumento muisca de origen prehispánico situado en la comuna 6 de Tunja, Colombia. Aunque no hay documentos fidedignos que expliquen su sentido, se presume por tradición y por conjeturas históricas y antropológicas que fue diseñado por el pueblo muisca como centro de adoración al sol, donde se celebraban ceremonias en torno a ciclos astronómicos. Está conformado por dos monolitos circulares de aproximadamente un metro de diámetro y veinte centímetros de altura, juntos están alineados hacia el oriente y poseen un desnivel tallado en su parte occidental, lo que presume su asociación la forma de cojín. Están tallados de la piedra que conforma esta parte del cerro de San Lázaro  conocido por los españoles de la colonia como Cerro de la Horca, en el occidente de la ciudad. Se conserva como parte del patrimonio histórico de la Ciudad. Su forma y origen son un enigma no resuelto y forman parte de los misterios de la herencia cultural de Tunja.

## Historia

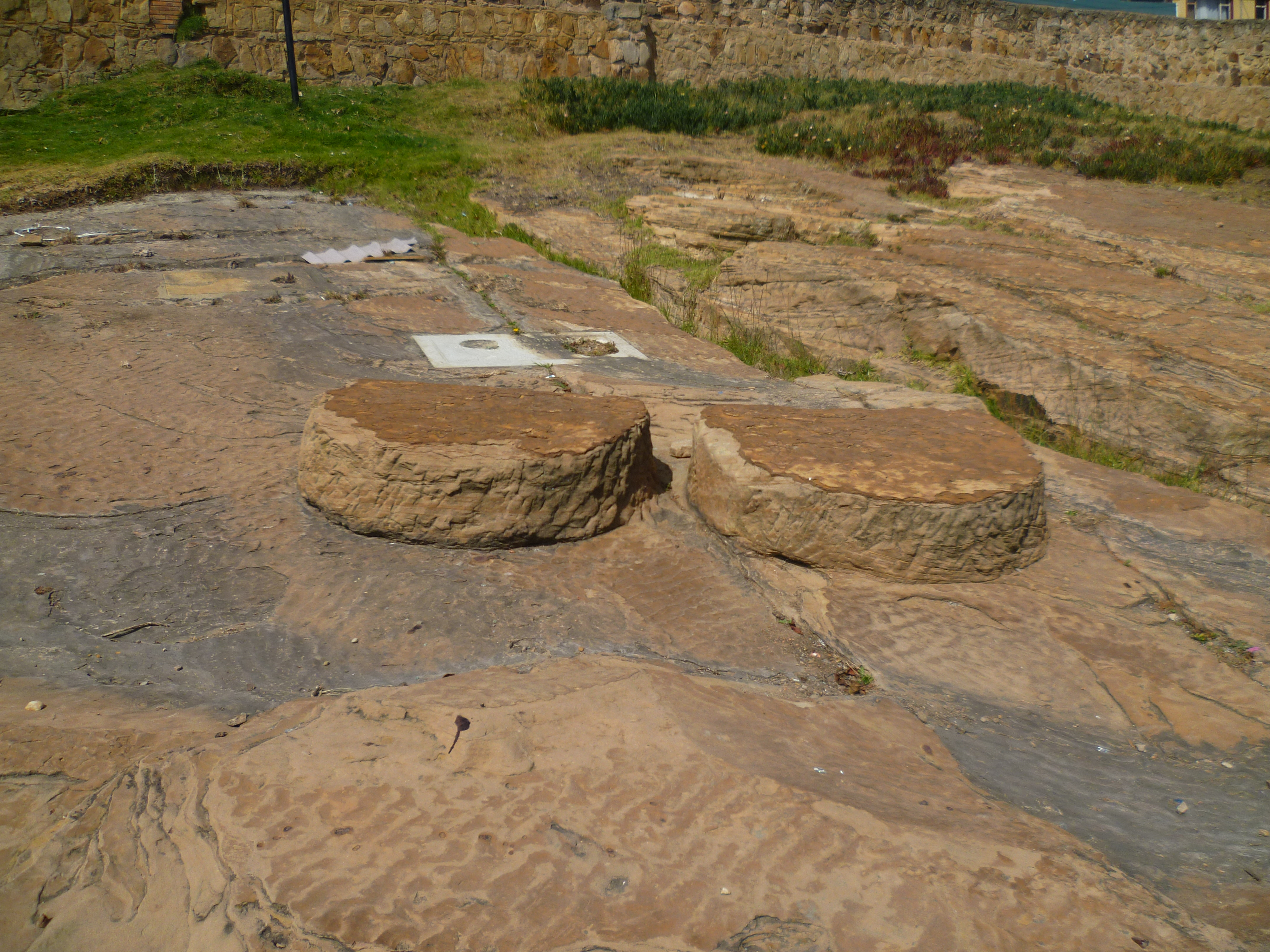
Cojines del Zaque. Vista actual (2015)

Según la historiografía del siglo XIX, fue un observatorio y lugar de adoración, de sacrificios, escenario de danzas y cánticos a donde llegaba diariamente una gran procesión festiva para dar bienvenida al sol, procedente del cercado del Zaque. Junto con el "Cercado Grande de los Santuarios" ubicado en inmediaciones del cerro de la UPTC, los vestigios bajo el Claustro de San Agustín y la Laguna Sagrada de Hunzahúa, conforman los cuatro puntos principales de concentración de patrimonio de toda la cultura muisca en Colombia.
En la actualidad el monumento se encuentra en franco estado de abandono, reflejo de la falta de políticas públicas en torno a la planeación urbana y el manejo de los lugares patrimoniales. Se encuentra incluido dentro del PEMP - Plan Especial de Manejo Patrimonial del Conjunto Monumental de la ciudad de Tunja, el cual inició su implementación en el año 2016.